# Piuskoor
Het Piuskoor is sinds 1940 een Belgisch kerkkoor.

## Historie
In augustus 1940, onder auspiciën van Eerwaarde Heer Van Herwegen, kwam in Hoogstraten een assemblee jonge mannen bijeen, met de bedoeling Gregoriaanse gezangen te bestuderen en uit te voeren. Deze vocale entiteit doopte zichzelf het "Piuskoor" ter ere van Paus Pius X, die het Gregoriaanse erfgoed herstelde in de liturgie in november 1903.
Het koor startte zijn traject zonder een vast liturgisch verbond, maar bood zijn diensten aan waar noodzakelijk. Met toenemend aantal stemmen werd het repertoire uitgebreid naar meerstemmige liederen, met een exclusieve focus op de Latijnse liturgie. Binnen het Piuskoor is er de Scola Gregoriana dat zorgt voor de Gregoriaanse gezangen in de hoogmis. Ook het vierstemmig koor luistert veel vieringen op. 
Vanaf 1 mei 1954, toen de gerestaureerde Sint-Katharinakerk in gebruik werd genomen, evolueerde het Piuskoor tot een essentieel onderdeel van de religieuze vieringen in Hoogstraten. Ondanks initiële beperkingen tegen gemengde kooruitvoeringen, werd een samenwerking aangegaan met het Jeugdkoor voor vierstemmige interpretaties.
Na het Tweede Vaticaans Concilie deed de volkstaal haar intrede in de liturgie, wat leidde tot de oprichting van een vrouwenkoor voor de avondmis op zaterdag. Deze twee koren werden uiteindelijk samengevoegd tot het "Gemengd Piuskoor".
De transformatie en muzikale verrijking van het koor was in hoge mate te danken aan de leiding van Jos Bruurs, die zowel organist-titularis van de kerk als dirigent van het koor was gedurende 40 jaar (1955-1995). Onder zijn hoede groeide het koor uit tot een kwalitatief parochiekoor dat traditie combineerde met progressie. In 1995 gaf hij het dirigeerstokje door aan Lut Goetschalckx (1995 - 2005).
Sinds 2015 staat Kaat Vissenberg aan het roer, met een voortdurende stijging van artistieke successen. Het koor heeft diverse onderscheidingen en prijzen ontvangen voor zijn optredens, waaronder de cultuurprijs van 2019 van de stad Hoogstraten.